# Медиаш
Медиаш (на немски: Mediasch; на унгарски: Medgyes; на румънски: Mediaş) е румънски град в района на Трансилвания, окръг Сибиу, отдалечен на 190 км от границата с Украйна.

## География
Площта на града е около 62,62 км². От 2004 кмет на града е Даниел Телман.

## История
Тук на 16 февруари 1576 провъзгласеният в Краков за крал на Полша и княз на Трансилвания Стефан Батори подписва т.нар. pacta conventa, с който обявява взетите след войната с руския цар Иван IV Грозни земи са собственост на Полско-литовската държава.

## Население
Населението на града е 39 505 души (1 декември 2021).

### Етническа принадлежност
Към 2002 г. в Медиаш живеят 55 403 души, от които 45 400 румънци, 6500 унгарци, 2200 цигани, 1200 германци и около 150 души от други народности.